# Incertella kerteszi
Incertella kerteszi är en tvåvingeart som först beskrevs av Becker 1910.  Incertella kerteszi ingår i släktet Incertella och familjen fritflugor. Arten är reproducerande i Sverige. Inga underarter finns listade i Catalogue of Life.